# 神笔马良 (电影)
《神笔马良》是一部2014年中国3D奇幻喜剧动画电影，改编自洪汛涛创作的同名童话故事，由华特迪士尼中国创意技术支持、中影股份发行、《功夫熊猫》原班人马配音、钟智行导演，中国于7月25日上映。
電影主題曲《童真年代》由陳少琪填詞，Kenn Wu作曲，張學友演唱。

## 剧情
生活在百花村的小马良，爱画画又调皮捣蛋。有一天，一个贪婪且凶残的大将军挟持着小皇帝来到了这里，企图将村里老百姓赶走以挖掘地下的金矿。泼墨仙人认为百花村将会有一场劫难，于是下凡人间并将一支神笔托付给了马良，希望马良能用神笔拯救该村。

## 配音角色
- 邵亦琛
- 孟祥龙
- 洪海天
- 吴磊
- 郭易峰

## 发行
2014年5月22日，片方首次曝光了一款官方先导海报和一款时长30秒的先导预告片。同年7月22日晚，影片在北京举行了首映礼。
中国大陆首周三天收获3010万人民币，最终累计5776万。